# Piégés (film, 2012)
Pour les articles homonymes, voir Piégé.
Pour plus de détails, voir Fiche technique et Distribution.
Piégés (Stash House) est un thriller américain réalisé par Eduardo Rodriguez, sorti aux États-Unis en 2012. La sortie en France s'effectue directement en DVD sous le titre Piégés.

## Synopsis
Dave et Emma s'installent dans une nouvelle maison. Après quelques jours, ils découvrent une importante réserve d'héroïne qui va leur causer bien des ennuis...

## Distribution
- Dolph Lundgren : Andy Spector
- Briana Evigan : Amy Nash
- Sean Faris : David Nash
- Jon Huertas : Ray Jaffe
- Alyshia Ochse : Trish Garrety
- Don Yesso : Benz